# VV Godlinze
vv Godlinze is een op 22 augustus 1955 opgerichte amateurvoetbalvereniging uit Godlinze in de gemeente Eemsdelta in de Nederland provincie Groningen.

## Algemeen
Het eerste elftal van de club - inmiddels het enige - speelt sinds het seizoen 2015/16 in de Reserveklasse zaterdag, waar het in het seizoen 2018/19 uitkomt in de 4e klasse. De jeugd speelde in het verleden samen met de jeugd van VV Holwierde.

## Standaardelftal
Het standaardelftal kwam in het seizoen 2014/15 voor het laatst in competitieverband uit. Het speelde dat seizoen weer in de Derde klasse zaterdag van het KNVB-district Noord. Van 2005/06-2009/10 speelde dit team ook vier seizoenen in de Derde klasse, het hoogst breikte niveau.

### Competitieresultaten 1967–2015
| 7 1A |

| 6 1A |

| 3 1A |

| 4 1C |

| 3 1B |

| 4 1C |

| 3 1B |

| 6 1B |

| 9 1B |

|  |

| 5 1B |

|  |

|  |

| 3 2B |

| 3 2B |

| 2 2B |

| 1 2B |

| 3 1A |

| 11 1A |

|  |

|  |

|  |

|  |

| 9 1B |

| 2 1B |

| 5 4C |

| 10 4C |

| 12 4C |

| 11 1A |

|  |

| 3 4D |

| 6 4C |

| 4 4D |

| 8 4C |

| 9 4C |

| 6 4C |

| 2 4C |

| 2 4C |

| 3 4C |

| 8 3C |

| 4 3C |

| 7 3C |

| 11 3C |

| 10 4D |

| 10 4C |

| 9 4C |

| 5 4D |

| 2 4C |

| 12 3C |

| Derde klasse      | Vierde klasse     |
| Eerste klasse GVB | Tweede klasse GVB |

DVC Appingedam · NEC Delfzijl · VV Farmsum · VV De Fivel · VV Godlinze · VV Holwierde · VV Meedhuizen · SC Loppersum · VV Middelstum · VV Oosterhoek · VV Poolster · VV Stedum · VV Wagenborger Boys · VV WEO

Voormalige: VV Appingedam · Eems Boys · VV Neptunia · VV De Pelikanen · VV Wagenborgen · VV 't Zandt